# Уксусная
Уксусная — река в Тарском районе Омской области России. Устье реки находится в 448 км по левому берегу реки Туй. Длина реки составляет 17 км. Река течёт таёжном незаселённом районе. Левый приток — Смородинка.

## Данные водного реестра
По данным государственного водного реестра России относится к Иртышскому бассейновому округу, водохозяйственный участок реки — Иртыш от впадения реки Омь до впадения реки Ишим, без реки Оша, речной подбассейн реки — бассейны притоков Иртыша до впадения Ишима. Речной бассейн реки — Иртыш.